# Leyes de la dinámica infernal
Las leyes de la dinámica infernal son un adagio sobre lo maldito que puede llegar a ser el universo. Atribuidas al escritor de ciencia ficción David Gerrold, las leyes dicen lo siguiente:
1. Un objeto en movimiento irá en la dirección incorrecta.
2. Un objeto estático estará en el lugar incorrecto.
3. La energía requerida para mover un objeto en la dirección correcta, o ponerlo en el lugar correcto, será más de la que desea emplear, pero no la suficiente como para imposibilitar la tarea.

Las leyes son una parodia de la primera y segunda Leyes de Newton, siguiendo el espíritu de la Ley de Murphy. La primera ley de la dinámica de Newton ha sido dividida en dos partes, las primeras dos leyes infernales, mientras que la segunda ley de la dinámica correspondería a la tercera ley infernal. 
La cuarta ley de la dinámica, no incluida, sería expresable por algo similar a "Cuando se aplique la cantidad de energía especificada en la tercera ley infernal, el efecto será igual en magnitud y opuesto a la dirección del intento."
- Datos: Q6504905